# ミヤマクルマバナ
ミヤマクルマバナ（深山車花、学名：Clinopodium macranthum）は、シソ科トウバナ属の多年草。

## 特徴
地下茎は細く短く横にはう。茎は直立または斜上し、高さは10-40cmになり、4角形で、茎の稜部と節に下向きに曲がった毛が生える。葉は対生し、長さ1-6mmになる葉柄があり、葉身は卵円形から卵形で、長さ3-5cm、幅2-3.5cm、葉先はやや鋭頭または鈍頭、基部はわずかに心形になり、縁に鋸歯がある。葉の両面にまばらに長い毛が生え、裏面の腺点はあまり目立たない。
花期は7-9月。茎先に花穂をつけ、2-3段、まれに4段、離れて仮輪をつける。仮輪の下につく小苞は線形で、長さ5-8mmになり、小花柄より長いが萼より短く、開出する長い毛がある。萼は筒状2唇形で、花時に長さ6-8mmになり、上唇は3裂、下唇は2裂し、開出する長い毛と腺毛があり、裂片は尾状にとがる。花冠は紅紫色で、長さ15-20mm、上唇は浅く2裂、下唇は深く3裂し、花冠内側に濃い斑点がある。雄蕊は4個のうち、下側の2個は少し長い。雌蕊は1個あり、先が2裂する。果実は4個の分果で、分果はやや扁平な球形になり、長さは約1mmになる。

## 分布と生育環境
日本固有種。本州の日本海側、山形県鳥海山から北陸地方にかけて分布し、低山帯から亜高山帯の砂礫地や草地に生育する。

## ギャラリー
- 開出する毛が生えた萼と唇形の花冠。
- 上唇は2浅裂、下唇は3深裂し、花冠内側に濃い斑点がある。
- ときに群生する。